# الصفيحة العربية
الصفيحة العربية (بالإنجليزية: Arabian Plate)‏ هي واحدة من ثلاث صفائح تكتونية (الصفيحة القشرية الأفريقية والعربية والهندية)، والتي تتحرك باتجاه الشمال منذ ملايين السنين متجهة لارتطام حتمي بالصفيحة الأوراسية. وستكون نتيجة ذلك حدوث اندماج بين السلاسل الجبلية الممتدة في الغرب من جبال البرانس، عبر جنوب أوروبا والشرق الأوسط، إلى جبال الهيمالايا وسلاسل جبلية في جنوب شرق آسيا.
وتتألف معظم الصفيحة العربية من شبه الجزيرة العربية، وتمتد شمالا نحو تركيا. ويحد الصفيحة:
- من الجنوب: الصفيحة الأفريقية إلى الغرب من الصفيحة الهندية-الأسترالية.
- من الغرب: حد فالق جانبي إلى يسار مع الصفيحة الأفريقية تسمى صدع البحر الميت (DST)، وحد متباعد مع الصفيحة الأفريقية يسمى صدع البحر الأحمر الذي يجري بطول البحر الأحمر.
- من الشرق: الصفيحة الهندو-أسترالية.
- من الشمال: مركب من الحدود المتقاربة مع الصفيحة الأناضولية والصفيحة الأوراسية

كانت الصفيحة العربية جزءاً من الصفيحة الأفريقية خلال دهر البشائر حتى العصر الأوليغوسيني.
وقد كانت بداية انفلاق البحر الأحمر في الفترة الإيوسينية، ولكن انفصال أفريقيا والجزيرة حدث في العصر الأوليغوسيني، ومنذ ذلك الحين فإن الصفيحة العربية تتحرك ببطء نحو الصفيحة الأوراسية.
سوف يؤدي الاصطدام المحتمل حدوثه بين الصفيحة العربية والصفيحة الأوراسية إلى دفع جبال زاغروس الإيرانية لأعلى.

## جيولوجيا الجزيرة العربية

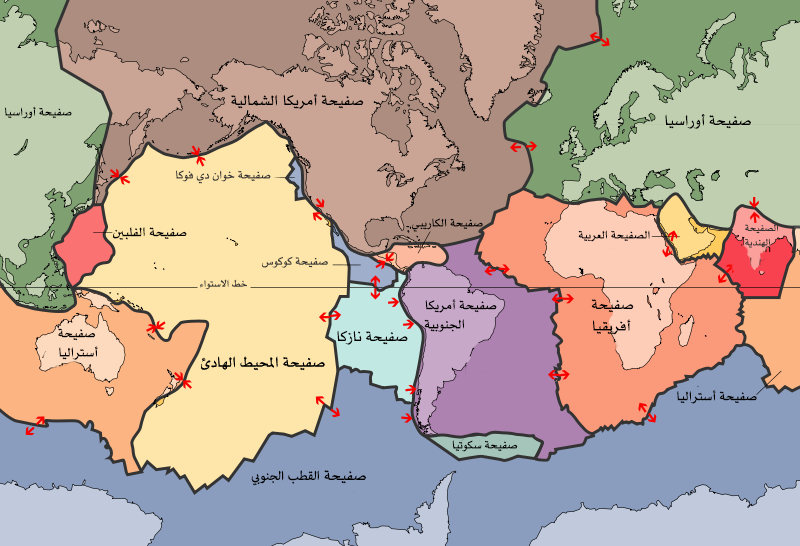
الصفيحة العربية، باللون الأصفر الفاتح

صورة مقربة لحدود الصفيحة العربية مع الصفيحة الأوراسية والأفريقيا والهندية.

كانت شبه الجزيرة العربية في العصر ما قبل الكمبري، قبل أن يتكون البحر الأحمر متصلة بأفريقيا كجزء من الدرع الأفريقي النوبي. وفي هذا العصر تحول السطح إلى سهول مستوية، شبه خالية من المناطق الجبلية؛ وذلك نتيجة لعوامل التعرية التي عملت لمدة زمنية طويلة من دون أن يعتريها عمليات رفع بانية للجبال، ثم بدأ تكون حوض رسوبي كبير، منذ بداية العصر الكامبري، يسمى تيثس، وذلك إلى الشمال والشرق من شبه الجزيرة العربية، في المناطق المعروفة حالياً، بتركيا وشمالي العراق وجنوب غربي إيران؛ وقد ترسب فيها آلاف الأمتار من الرواسب. في المنطقة الواقعة بين بحر تيثس وشبه الجزيرة العربية، كان هناك بحار ضحلة epicontenatal، تمتد فوق الأجزاء الشرقية من شبه الجزيرة العربية، وتترك فيها رواسب متعاقبة، مكونة طبقات أفقية.[بحاجة لمصدر]
وفي أواخر العصر الطباشيري، بدأت حركات تكوين الجبال تزيل بحر تيثس، وتشكل سلسلة جبال هيملايا- الألب مكانه. كذلك نشطت حركات تكوين الجبال، في أواخر العصر الثلاثي مرة ثانية، وأسفرت عن تكون جبال طوروس، وجبال زاغروس في إيران، وجبال عمان في جنوب شرقي شبه الجزيرة العربية. إضافة إلى انفصال الصفيحة المكونة لشبه الجزيرة العربية عن الدرع الأفريقي في أواسط العصر الثلاثي، وذلك على طول ما يعرف الآن بالبحر الأحمر، والناجم عن عملية تقبب الدرع العربي- الأفريقي، وتكون شقوق على طول قمة القة الطولانية الممتدة من الجنوب الغربي إلى الشمال الشرقي.
تلا ذلك عمليات شد في الفترة الفجرية –العصر الأوليغوسيني، أسفرت عن تصدع متدرج، ثم انخفض الوسط المتصدع واستمر في تعميق الانخفاض. ومع استمرار هبوط منطقة الانهدام بين الجانبين الصاعدين، انخفض سطح منطقة الانهدام إلى ما دون مستوى سطح البحر، فدخلت المياه إليه مكونة البحر الأحمر. وزحفت صفيحة شبه الجزيرة العربية، ببطء نحو الشمال الشرقي، حيث اصطدمت بالصفيحة الآسيوية، وربما انزلقت أسفل منها. ولا شك أن انفصال صفيحة شبه الجزيرة العربية عن الصفيحة الأفريقية، كان مصحوباً بنشاط بركاني أدى إلى تكوين العديد من الحرات في غربي شبه الجزيرة العربية.
وتتركب شبه الجزيرة العربية جيولوجياً من كتلتين عظيمتين، هما:-

### الدرع العربي
يقع الدرع العربي في غربي شبه الجزيرة العربية، ويغطي ثلث مساحتها، يتكون من:-
صخور متحولة: كانت في الأصل صخوراً رسوبية وبركانية قديمة؛ ثم جعلها الضغط والحرارة العاليين صخوراً متحولة، تشمل صخور النايس والشست والسلات.
صخور جوفية اندساسية: plutonic أي صخور تجمدت من الصهير داخل القشرة الأرضية من دون أن تصل إلى السطح، ولذا تكون البلورات المكونة لها كبيرة الحجم نسبياً، لأنها بردت ببطء. وقد كان تكون هذه الصخور الاندساسية مصاحباً لعمليات تكوين الجبال في الغالب، لكن بعضها كان سابقا والبعض الآخر كان لاحقاً لعمليات تكوين الجبال. ومع استمرارية التعرية، عبر العصور الاراضية (الجيولوجية) أزيلت الصخور التي كانت تعلوها، وأصبحت هذه الصخور الجوفية ظاهرة على السطح. ويشمل هذا النوع من الصخور الجرانيت والديورايت والجابرو.
صخور بركانية تكونت في العصرين : الثلاثي والرباعي من الحمم التي ساحت على سطح الأرض، خارجة من البراكين، ولذا كان تجمدها سريعاً وحجم بلوراتها كان صغيراً، مثل صخور البازلت (دكناء اللون، لاحتوائها على معادن قاعدية، أي تحتوي على نسبة كبيرة من عنصري الحديد والمغنيسيوم). وهي تكون ما يعرف محلياً بالحرات.
تمثل صخور الدرع العربي الفترة الزمنية المتأخرة من أبد الحياة الخافية وتحديداً دهر حياة البدائي، وقد قسم الدرع العربي جيولوجياً إلى عدة مجموعات صخرية أهمها مرتبة من الأكبر إلى الأصغر مع أهم صخورها:
- مجموعة خميس مشيط الجيولوجية: النايس.
- مجموعة بيش الجيولوجية: أمفيبوليت.
- مجموعة الباحة الجيولوجية: بازلت متحول.
- مجموعة جدة الجيولوجية: صخور متحولة وبركانية.
- مجموعة عبلة الجيولوجية: رخام.
- مجموعة حلبان الجيولوجية: أنديزيت.
- مجموعة المردمة الجيولوجية: صخور متحولة.
- مجموعة شمر الجيولوجية: ريوليت.
- مجموعة الجبلة الجيولوجية: بركانية ومتحولة.

### الرف العربي
يقع الرف العربي إلى الشرق من الدرع العربي. ويشكل نحو ثلثي مساحة شبه الجزيرة العربية. وقاعدته هي صفيحة الدرع العربي نفسها، التي ترجع إلى زمن ما قبل الكامبري. والرف العربي هو تتابع من الصخور الرسوبية، التي ترسبت على اليابسة والمياه الضحلة، وتراوح أعمارها بين الزمن الكامبري والبلايوسين. وبصفة عامة يكون ميل هذه الطبقات الصخرية في إتجاه الشرق بعيداً عن الدرع العربي، ويكون ميلاً خفيفاً، ويراوح سمكها بين الصفر في الطرف عند الدرع الغربي، و6 آلاف متر في حوض الخليج العربي والربع الخالي. وتتكون الصخور الأقدم التي ترسبت خلال حقب الحياة القديمة، أي بين عصريَ الكامبري والبرمي- من الحجر الرملي والطفل. أما الصخر التي ترسبت في الحقب المتوسطة والحديثة، فتتألف إجمالا من الحجر الجيري. وقد تكون النفط في الطبقات الرسوبية العميقة، بفعل الضغط والحرارة الواقعين على الروايب المطمورة، الغنية بالمواد العضوية. ثم انتقل إلى طبقات أخرى من خلال الصخور المسامية، حيث إنحبس في مكامن مثل الطبقات المحدبة، التي تعلوها صخور غير مسامية، مثل الطفل. إضافة إلى النفط، فإن طبقات الصخور المسامية في الرف العربي تحتي على مكامن مهمة للمياه الجوفية، أهمها مكمن الوسيع في المنطقة الوسطى من من المملكة العربية السعودية؛ ومكمن أم رضمة في الجزء الشرقي من شبه الجزيرة العربية؛ ومكمن ساق في وسط شبه الجزيرة العربية وشماليها.